# دیوید ناوارو (بازیکن فوتبال)
دیوید ناوارو (انگلیسی: David Navarro؛ زادهٔ ۲۵ مهٔ ۱۹۸۰) بازیکن فوتبال اهل اسپانیا است.
از باشگاه‌هایی که در آن بازی کرده‌است می‌توان به باشگاه فوتبال لوانته، باشگاه ورزشی رئال مایورکا و باشگاه فوتبال والنسیا اشاره کرد.